# 피라타스 데 캄페체
피라타스 데 캄페체(캄페체 피라타스)는 1980년 창단한 멕시코 캄페체주의 프로 야구 팀이다. 홈구장은 에스타디오 넬손 바레라이다.

## 야구단 정보
| 감독   | 54 덴 피로바 |
| 투수   | 12 세르지오 아이스프로 · 23 알레한드로 아르멘타 · 28 오스카 아톤도 · 20 프란치스코 캄포스 · 36 이스마엘 카스티요 · 5 헝 웬첸 · 15 카를로스 엘리자드 · 31 에스테반 고메즈 · 49 에스타반 하로 · 55 호세 마누엘 로페즈 · 66 레난 마르티네즈 · 13 오지 멘데즈 · 25 알도 몬테스 · 76 허비 페레가우드 · 32 미겔 루이즈 · 37 이반 사라스 · 92 벤자민 산도발 · 56 호세 실바 · 99 앤드류 시스코 · 42 바니 발렌주에라 · 38 엑토르 벨라즈케스 · 1 프란시스코 비예가스 |
| 포수   | 34 로겔리오 델 캄포 · 44 페르난도 플로레스 · 42 하이메 루아 · 51 헤수스 베가 |
| 내야수 | 3 알레한드로 아후마다 · 17 졸버트 카브레라 · 45 페드로 디아즈 · 35 마누엘 로페즈 · 7 세사르 오스나 · 10 헤수스 리베라 · 19 하비엘 로블레스 · 40 로쿠에 산체스 · 4 하이메 발렌수엘라 |
| 외야수 | 18 다비엘 플로레스 · 2 카를로스 하퍼 · 27 로만 페냐 · 14 루벤 리베라 · 29 로베르토 발렌시아 |